# Aeroportul Horsham
Aeroportul Horsham (IATA: HSM, ICAO: YHSM) este un aeroport din Horsham⁠(d), Victoria, Australia. A fost numit după Horsham⁠(d).
Situat la o altitudine de 137 m, aeroportul dispune de o singură pistă. Este operat de Rural City of Horsham⁠(d).